# 矢 (幾何)
圓弧的矢（sagitta，有時縮寫成sag）或弓形高是指該圓弧對應的弦之中點到弧之中點的距離。
在建築學中，矢廣泛用於計算跨越一定高度和距離所需的弧度，並且在光學中用於評估球面鏡或透鏡的厚度。矢的英文sagitta來自拉丁文sagitta意思是「箭」。
三角函數的正矢函數正是得名於矢，在割圓八線中，矢對應到正矢。
矢與弓形高是相似的概念，差別僅在矢專指一個弧中點到弧兩端連線之中點的那條線，而弓形高是弓形的高。矢與弧相關，而弓形高與弓形相關。

## 公式
在下列等式中，{\displaystyle s}代表矢（弓形高），{\displaystyle r}為圓的半徑，{\displaystyle l}為圓弧兩端點的距離，也就是弦長。其中半弦{\displaystyle {\tfrac {1}{2}}l}和弓心距{\displaystyle r-s}正好是直角三角形的兩條邊，半徑{\displaystyle r}剛好是其斜邊，根據勾股定理則有：
{\displaystyle r^{2}=\left({\tfrac {1}{2}}l\right)^{2}+\left(r-s\right)^{2}.}
由此可以推導出矢{\displaystyle s}、弦{\displaystyle l}和半徑{\displaystyle r}的關係式：
{\displaystyle {\begin{aligned}s&=r-{\sqrt {r^{2}-{\tfrac {1}{4}}l^{2}}},\\[10mu]l&=2{\sqrt {2rs-s^{2}}},\\[5px]r&={\frac {s^{2}+{\tfrac {1}{4}}l^{2}}{2s}}={\frac {s}{2}}+{\frac {l^{2}}{8s}}.\end{aligned}}}
矢也可以透過正矢函數來計算出來。若圓弧對應的圓心角為Δ，令Δ = 2θ，則矢為：
{\displaystyle s=r\operatorname {versin} \theta =r\left(1-\cos \theta \right)=2r\sin ^{2}{\frac {\theta }{2}}.}

## 近似值
當矢相對於半徑很小時，可以使用以下公式來近似計算：
{\displaystyle s\approx {\frac {l^{2}}{8r}}.}
或者，如果矢長（弓形高）很小，且已知矢長、半徑和弦長，則可以透過以下公式來估計計弧長：
{\displaystyle a\approx l+{\frac {2s^{2}}{r}}\approx l+{\frac {8s^{2}}{3l}},}
其中，a是弧長。這個公式為中國數學家沈括所知，兩個世紀後，郭守敬提出了一個更準確的公式。